# Генрі Ловсон

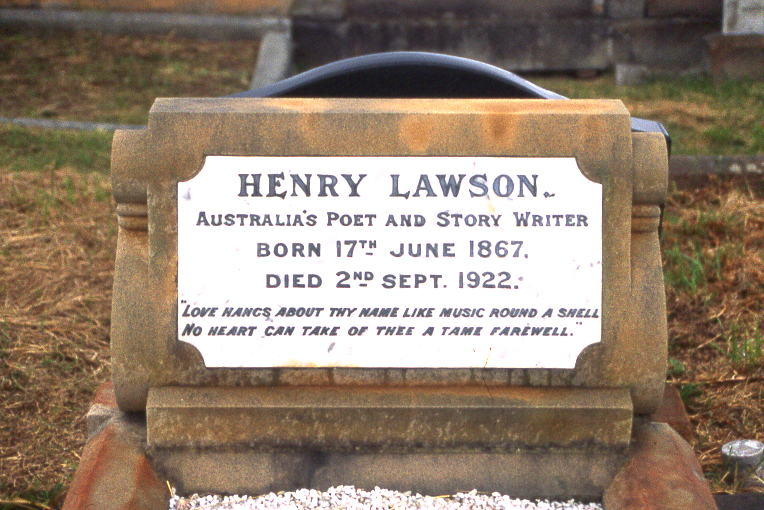
Могила Генрі Ловсона на кладовищі Уейверлі в Сіднеї.

Ге́нрі А́рчибальд Ло́всон (англ. Henry Archibald Lawson;  17 червня 1867, штат Новий Південний Уельс — 2 вересня 1922 року в Сіднеї, похований з державними почестями на цвинтарі Уейверлі в Сіднеї) — австралійський поет та автор коротких оповідань, син австралійської поетеси Луїзи Ловсон.
Вірші в дусі народних балад (збірник «Вершники на горизонті», 1910), збірники оповідей «Доки закипить казанок» (1896), «Шапка по колу» (1907) з життя трудящих.